# 和興 (聶真娃)
和興（1921年）是中華民國時期湖北咸丰县“神兵”領袖聶真娃的年號。
1921年2月，咸丰县黑洞、小村一带，有神兵头领聂真娃，自称皇帝，国号大齐，建元“和兴”，遍帖告知。咸丰县团总兼代理县长杨道芬两次率民团围剿都遭失败，湖北督军王占元于是派王都庆旅长率兵进剿。

## 西曆紀元對照表
| 熙順     | 元年     |
| -------- | -------- |
| 西元     | 1921年   |
| 民國紀年 | 民國10年 |
| 干支     | 辛酉     |

## 同期存在的其他政權年號
- 中國
  - 中華民國（1912年1月1日起）：中華民國紀年
- 越南
  - 啟定（1916年－1926年）：阮朝阮福晙之年號
- 日本
  - 大正（1912年7月30日－1926年12月25日）：日本大正天皇之年號